# Marta Sanz
Marta Sanz Pator (Madrid, 1967) è una scrittrice spagnola.

## Biografia
Nata a Madrid nel 1967, è laureata in letteratura contemporanea all'Università Complutense di Madrid.
Dopo gli studi alla Escuela de Letras de Madrid, ha esordito nel 1995 con il romanzo El frío.
Autrice eclettica, tra le sue opere figurano romanzi (tra i quali due gialli aventi per protagonista il detective gay Arturo Zarco), racconti, raccolte poetiche, saggi e un'autobiografia romanzata (La lezione di anatomia). Tra i riconoscimenti ottenuti spicca il Premio Herralde del 2015 ottenuto con il romanzo Showbiz.
Critica letteraria, ha diretto la rivista Ni hablar e collabora con il quotidiano El País, il giornale on-line Público e il periodico El Cultural.

## Opere principali

### Romanzi
- El frío (1995)
- Lenguas muertas (1997)
- Los mejores tiempos (2001)
- Animales domésticos (2003)
- Susana y los viejos (2006)
- La lezione di anatomia (La lección de anatomía, 2008), Roma, Nutrimenti, 2016 traduzione di Federica Romanò ISBN 978-88-6594-461-5.
- Black, black, black (2010), Roma, Nutrimenti, 2013 traduzione di Teresa Cirillo Sirri ISBN 978-88-6594-213-0.
- Un buon detective non si sposa mai (Un buen detective no se casa jamás, 2012), Roma, Nutrimenti, 2014 traduzione di Luigi Scaffidi ISBN 978-88-6594-322-9.
- Amour Fou (2013)
- Daniela Astor y la caja negra (2013)
- Showbiz (Farándula, 2015), Milano, Feltrinelli, 2018 traduzione di Francesca Pè ISBN 9788807033049.
- Clavícula (2017)
- Piccole donne rosse (Pequeñas mujeres rojas, 2020), Palermo, Sellerio, 2022 traduzione di Maria Nicola ISBN 9788838943508

### Poesia
- Perra mentirosa / Hardcore (2010)
- Vintage (2013)
- Cíngulo y estrella (2015)

### Saggi
- No tan incendiario (2014)
- Éramos mujeres jóvenes (2016)

## Riconoscimenti
- Premio Nadal: 2006 finalista con il romanzo Susana y los viejos
- Premio Tigre Juan: 2013 vincitrice con il romanzo Daniela Astor y la caja negra
- Premio Herralde: 2015 vincitrice con il romanzo Showbiz